# 중화민족

1912년부터 1928년까지 사용된 중화민국의 국기로서 오족공화(五族共和)를 상징하는 기이기도 하다.

중화민족(중국어 간체자: 中华民族, 정체자: 中華民族, 병음: Zhōnghuá Mínzú 중화민쭈[*])은 민족 국가 건설로서의 근대 중국사와 관계된 정치적 용어이다. 
중화 민족이란 단어는 고대 중세에선 없었던 단어이며 쑨원을 비롯한 중국의 근대 정치가들이 중국이 서양 열강의 반식민지 지배에서 벗어나기 위한 정치 운동을 위하여 사용한 단어이다.사실상 중국 민족이던 한족에겐 이민족이였던 여진족(만주족)의 청나라 지배에서 벗어나기 위해 농민들을 이끄는 쑨원과 중국 국민당이 캐치프레이즈 선전 구호로 사용한 것이 유래이다. 당시 수많은 한족들은 선비족등의 이민족에 오래 지배를 당했고 한족들에게 땅끝하나 남겨주지 않고 한족들을 정복한 여진족(만주족)등도 포괄하기 위해 한족이라는 단어보단 중화민족이라는 단어를 사용하기로 한 것이다.
1980년대 후반 이후의 중화인민공화국 정부의 한족과 소수민족에 관한 정책에 있어 가장 근본이 되는 변화는 중국인민이라는 개념을 중화민족으로 새롭게 정의하는 것이다. 즉, 이는 '다양한 민족이 구성하는 공산주의 국가'라는 개념을 '동일 민족(nation)에 근거한 민족 국가'로 바꾸는 것을 의미한다. 그러나, 1912년에서 1948년까지 중화민족이라는 용어는 쑨원과 국민당에 의해 옹호된 오족공화이론을 의미하는 것이었다. 마오쩌둥 사후 중화민족이라는 용어는 덩샤오핑 이론으로부터의 발언에 따라 평화 지지를 희망하는 인구가 가장 많은 한족을 비롯한 여러 중국의 민족들을 포괄하기 위해 부활됐다.

## 같이 보기
- 중국 본토
- 중국몽
- 양안통일
- 중국의 소수민족
- 중화인민공화국의 국가
- 중국화 (문화)
- 중화사상
- 삼민주의